# 貪夫妻事件
貪夫妻事件是2014年台灣的一宗社會事件。

## 事件
住在基隆市的孟姓夫婦於2014年2月到韓國旅遊，孟妻意外早產，孟夫向中華民國外交部求助遭拒，幸韓國藝人李英愛慨捐新台幣300萬元醫藥費義助，當時蔚為一段佳話。但後網友起底孟姓夫婦生活奢華，並公開孟姓夫婦在臉書炫富的照片，發現：孟姓夫妻早餐在星巴克吃；Lady Gaga在台灣開演唱會時，孟姓夫妻豪擲近新台幣2萬6千元買最前排的搖滾區；孟姓夫妻對3C產品也非常講究，是用蘋果公司「大四喜」（iPhone、iMac、MacBook Air、iPad）高檔貨。事件被踢爆後，台灣蘋果日報更在頭版以「貪夫妻」形容孟姓夫妻。李英愛得知台灣媒體的報導後，透過友人表示，錢不需要還給李英愛她不會追回這筆錢，但希望孟姓夫婦將來能把錢捐給有更需要的人；孟夫則表示，家中經濟僅算小康，未來會努力賺錢還給人美心善李英愛。